# Võ Nguyên Giáp
Võ Nguyên Giáp (An Xa, 25. kolovoza 1911. – Hà Nội, 4. listopada 2013.), vijetnamski političar, general i državnik. 
Kao zapovjednik, vodio je Prvi (1946. – 1954.) i Drugi indokineski rat (1960. – 1975.), a bitke u kojima se istaknuo su: Lang Son (1950.), Hoa Bin (1951. – 1952.), Điện Biên Phủ (1954.), ofenziva Tet (1968.), Uskrsna ofenziva (1972.) i završna Operacija Hồ Ší Min (1975.). 
Giáp je završio studij ekonomije, bio je novinar, ministar unutarnjih poslova u Hồ Ší Minovoj vladi, vojni zapovjednik Việt Minha, zapovjednik VNA-a, ministar obrane i član politbiroa iz partije Lao Dong.
Vodio je pobjedonosni rat za ujedinjenje Vijetnama.